# Karaimski jezik
Karaimski jezik (turski karaitski, karaitski; ISO 639-3: kdr) je altajski jezik zapadnoturkijske (zapadnoturske) grupe, kojim govori nešto više od 1000 ljudi na području poluostrva Krim u Ukrajini.
Karaimski je nacionalni jezik Karaima (jednina Karai), turskog naroda koji je prihvatio karaizam. Ima tri dijalekta: karaimski, trakajski i galički. U Litvaniji ga govori svega 120 ljudi. Pismo na Krimu je ćirilica, a u Litvaniji je latinica.